# Batšeba pri vodnjaku
Batšeba pri vodnjaku je slika Petra Paula Rubensa, dokončana okoli leta 1635. Rubens se je upokojil, ko je naslikal to delo.

## Opis
Osrednja figura je Batšeba, lik iz Biblije. Bila je žena Hetita Urije. Zgodba, opisana v 2. Samuelovi knjigi (2 Sam 11,2–4), opisuje, kako je kralj David, ki je prikazan kot majhna figura na balkonu v zgornjem levem kotu, videl Batšebo, ki se je kopala in se zaljubil vanjo. Ta slika prikazuje Davidovo pismo, ki jo vabi na ločen sestanek.
Batšebi sužnja češe lase. Obstaja tudi podoba servilnega Afričana, ki dostavlja pismo. Ob njenih nogah je pes. Batšeba se smehlja in gleda v daljavo.